# Мартинюк Георгій Іванович
Георгій Іванович Мартинюк (5 травня 1913, Київ, Російська імперія — 1 лютого 1981, Москва, СРСР) — радянський звукооператор. Заслужений працівник культури РРФСР (1975).

## Біографія
Народився 5 травня 1913 року у Києві (нині Україна). Українець. Член ВКП (б) з 1946 року. Навчався на курсах звукооператорів у Москві, в 1932 році вступив на роботу на Київську кінофабрику, а в 1938 — на Московську фабрику звукозапису, де працював над створенням радіотонфільмів. Учасник радянсько-фінляндської війни 1939-1940 років. У роки Великої Вітчизняної війни технік-лейтенант, начальник звукомовної станції на 1-му Прибалтійському фронті. Після війни працював над записом оркестрових фонограм до художніх фільмів, а потім з 1950—1980 роках був звукооператором кіностудії «Союзмультфільм». Крім того, Мартинюк брав участь у дублюванні понад 30 іноземних художніх фільмів на російську мову. Помер 1 лютого 1981 року у Москві.

## Нагороди та звання
- Медаль «За перемогу над Німеччиною у Великій Вітчизняній війні 1941-1945 рр.»
- Два ордени Червоної Зірки (20.1.1944, був представлений до ордену Вітчизняної війни II ступеня; 10.8.1944);
- Заслужений працівник культури РРФСР (1975)